# Коновалове (Миргородський район)
Конова́лове — село в Україні, Миргородському районі Полтавської області. Населення становить 232 осіб. Входить до складу Петрівсько-Роменської сільської громади.
Після ліквідації Гадяцького району у липні 2020 року увійшло до Миргородського району.

## Географія
Село Коновалове розташоване за 1 км від села Ветхалівка та за 2 км від села Середняки.
Поруч з селом протікає струмок, що пересихає із великою заґатою.
Поруч залізниця, станція Коновалове.

## Населення

### Мова
Розподіл населення за рідною мовою за даними перепису 2001 року:
| Мова       | Кількість | Відсоток |
| ---------- | --------- | -------- |
| українська | 230       | 99.14%   |
| російська  | 2         | 0.86%    |
| Усього     | 232       | 100%     |

## Історія
- 1790 — дата заснування.
- Село постраждало внаслідок геноциду українського народу, проведеного окупаційним урядом СРСР 1923—1933 та 1946–1947 роках.
- До 2017 року орган місцевого самоврядування — Середняківська сільська рада.

## Соціальна сфера
- Клуб.